# Armand Dutacq
Armand Dutacq, né le 19 juin 1810 à Rugles et mort le 11 juillet 1856 dans l'ancien 12e arrondissement de Paris, est un patron de presse et éditeur français.
Créateur de la presse à bon marché, on lui doit la division des roman-feuilleton par chapitres et la vente des journaux au numéro sur la voie publique.

## Biographie
N’ayant pas fait d’études, Dutacq ne savait que ce que son père lui avait enseigné. Gros travailleur, il acquit, tout jeune encore, de son passage chez un huissier et chez un avoué de sa Normandie natale, les capacités nécessaires, qui lui permirent d’entrer, à dix-neuf ans, chez Boudin, avoué de première instance à Paris, où son activité trouva à se développer à ce point que son employeur fut un jour convoqué devant la chambre des avoués et invité à modérer l’expédition des affaires confiées à son ministère, et qui se précipitaient trop depuis l’entrée de Dutacq dans l’étude.
Dutacq, qui était doué d’une activité prodigieuse qui lui permit d’entreprendre, souvent en même temps, de nombreuses affaires, apparut un jour, sans avoir été deviné, dans la vie industrielle par un coup de maître, avec la fondation, en 1834, de la société en commandite par une coalition d’officiers ministériels intéressée à la réduction du prix des annonces judiciaires, dont la Gazette des Tribunaux avait alors seule le monopole, pour l’exploitation du journal Le Droit. Le succès de ce journal, publié à un prix modique, fut le premier échelon qui lui permit d’arriver à la rapide fortune qui lui advint quelques années après. Il lui donna l’idée de créer un grand journal politique quotidien d’un format double de celui qu’avait alors le Journal des Débats et coutant moitié moins cher.
Ce projet fut envisagé avec Émile de Girardin mais, tous deux voulant la direction, le projet commun fut rompu et Dutacq créa Le Siècle (1836), dont il devait être directeur et administrateur jusqu’en 1839, tandis que Girardin créait, de son côté La Presse, qui parurent le même jour, le 1er juillet 1836. Il n’avait alors que 25 ans.

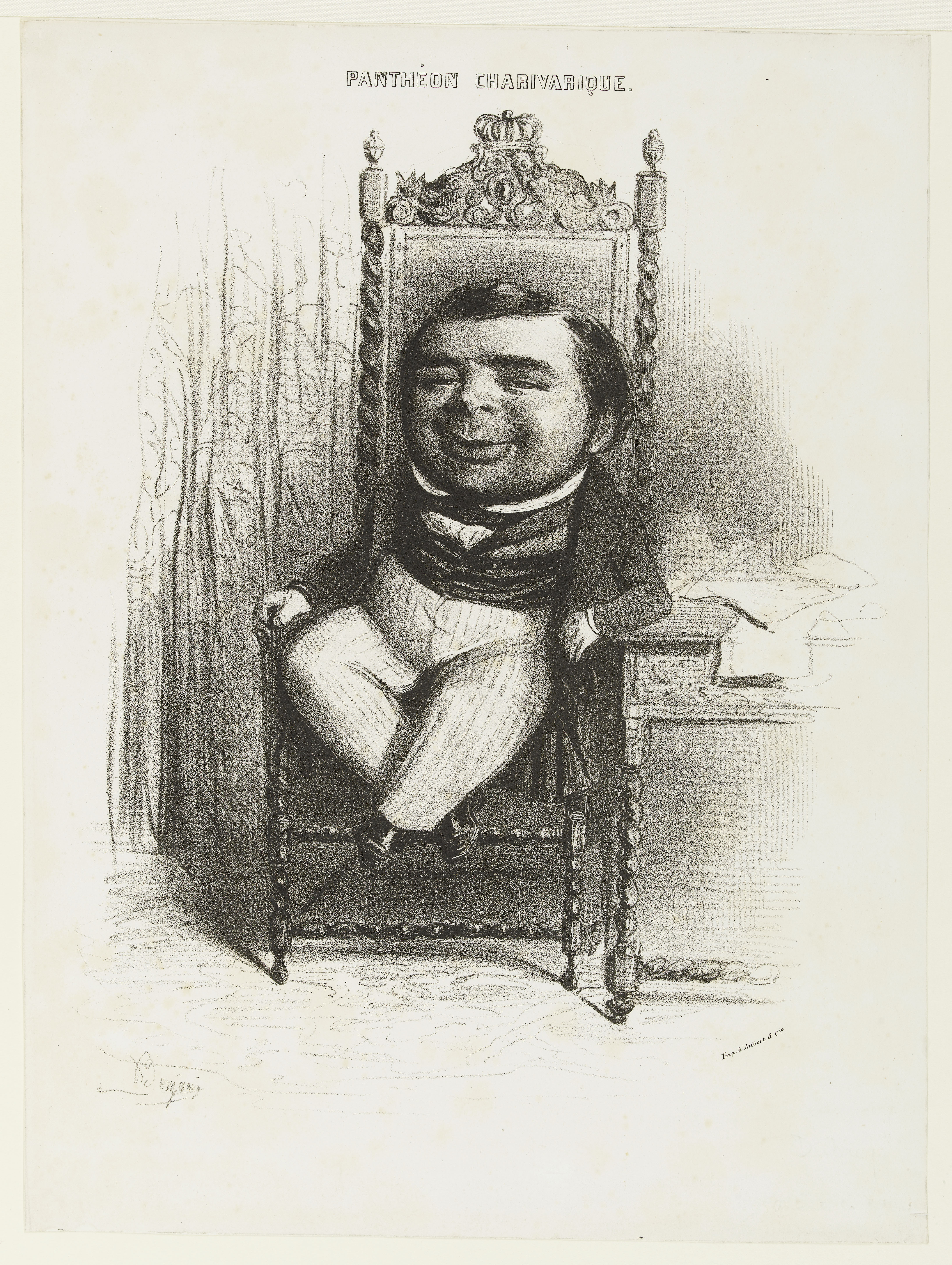

Le Siècle et La Presse obtinrent un grand succès, le plus grand peut-être qu’aucune opération de ce genre ait jamais espéré, d’autant plus qu’à cette époque, l’application de la commandite par souscription publique dans une affaire de presse quotidienne, n’avait jamais été faite. Dutacq, qui y vit un élément de succès, tenta la fortune et, encouragé par de hautes et brillantes sympathies, se voua à la réalisation gigantesque d’un journal politique quotidien ne coûtant que 40 fr. par an. À partir de cette époque, il devint le promoteur et l’intéressé de toutes les affaires de presse, qui périclitaient avant sa venue. Doué d’une compréhension rapide, il saisit du premier coup l’importance qu’une telle situation lui créait, et, le succès aidant, il fut bientôt surnommé « le Napoléon de la presse » car il ne fut pas seulement directeur fondateur du Droit, en 1831-1833, mais encore directeur fondateur du Siècle, journal politique quotidien, en 1836. L’un des premiers propriétaires de l’imprimerie Lange-Lévy, (rachetée par Le Siècle) en 1836, propriétaire du Charivari, propriétaire du Figaro, de La Caricature, de La Gazette des enfants, des Guêpes, d’Alphonse Karr, de la Revue parisienne de Balzac en 1837, du Tableau des mœurs parisiennes au dix-neuvième siècle, du Panthéon théâtral, administrateur du Constitutionnel et du Pays.
Ayant créé la Société générale de Presse, Dutacq se retrouvait à la tête du Soleil, journal universel, grand format du Times, à 40 francs par an ; Le Pays, quotidien au format du Siècle ; Le Dimanche hebdomadaire ; la Revue universelle de la semaine, de 32 pages ; un quotidien paraissant à 10 heures, et spécialement destiné au commerce, à l’industrie et à l’agriculture ; un journal de dessins et d’illustrations.  À ces grands journaux s’ajoutaient six quotidiens : le Journal pratique et d’Économie sociale ; Journal de Littérature et de Beaux-Arts ; le Journal des Tribunaux ; le Journal du Commerce, de l’Industrie et de la Marine ; le Journal des Halles et Marchés ; le Journal de Médecine, de Chirurgie et d’Hygiène, et neuf revues spéciales : la Revue scientifique ; Revue de l’instruction publique ; la Revue administrative ; la Revue municipale ; la Revue astronomique ; la Revue militaire ; la Revue des Travaux publics ; la Revue ecclésiastique ; la Revue bibliographique.
Sa réputation était telle qu’on lui proposait beaucoup d’affaires. Il en refusa beaucoup, mais il tenta, malgré toutes les difficultés qu’une telle opération présentait, la résurrection du Vaudeville, qui fut son premier échec. Dans cette opération, qui tourna au désastre, il eut à supporter, d’un côté, la trahison d’une amitié qui lui était chère ; de l’autre, la mauvaise foi d’actionnaires qui, en présence d’une situation difficile, ne réalisèrent pas leur mise sociale. L’incendie, qui ravagea le théâtre de la rue de Chartres, dans la nuit du 16 au 17 juillet 1838, mit le comble à son malheur. Sur la demande de quelques artistes, il fut déclaré en faillite, le lendemain même de l’incendie du Vaudeville, mais le tribunal de commerce, ou plutôt la cour d’appel, mieux éclairée, annula, quelques jours après, cette faillite. Toutes ces difficultés hâtèrent la déroute de Dutacq qui se trouva forcé, pour faire honneur à ses engagements, d’aliéner sa gérance du Siècle, qui lui glissa définitivement des mains quelque temps après, à la suite de nombreux procès certes gagnés, mais ruineux, dont les journaux retentirent longtemps des débats judiciaires qu’il dut soulever pour conserver une fortune honorablement acquise.

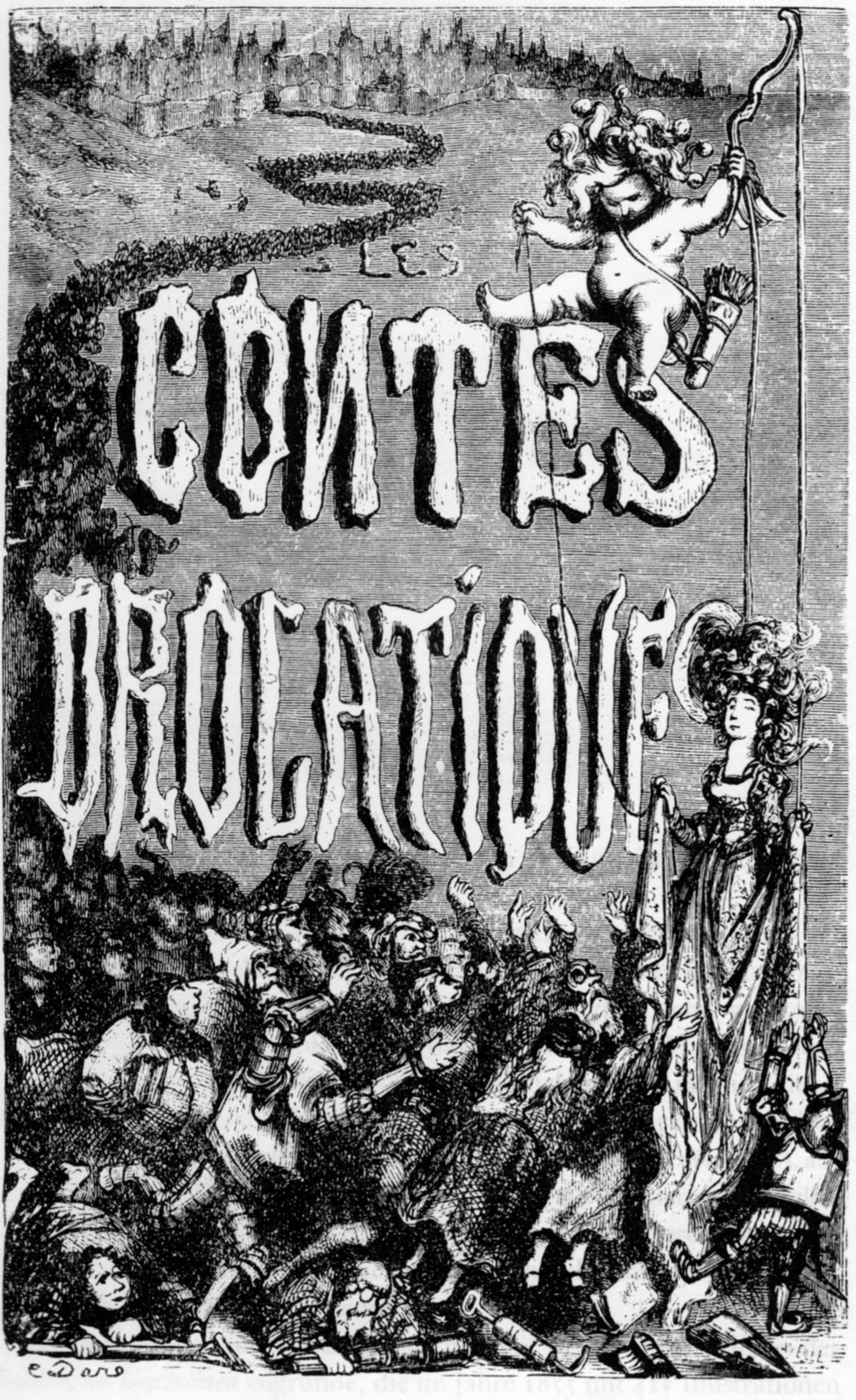
Illustration de Gustave Doré pour les Contes drolatiques de Balzac édités par Dutacq.

La révolution de 1848 donna à Dutacq l’occasion de remonter son affaire. L’abolition du timbre et du cautionnement des journaux lui facilita la création d’un journal libéral. Sous sa direction et celle de Millaud, il fonda, le 2 mars 1848, La Liberté, une feuille soutenant Louis-Napoléon Bonaparte. Ce journal, qui ne se vendait que 5 centimes sur la voie publique, prit bientôt un développement considérable. Dans le courant de juin 1848, la vente du journal était assurée à 115 000 exemplaires, jusqu’à ce que l’état de siège, l’acte arbitraire de la suspension du journal, le 26 juin, après les Journées de Juin, la suppression du droit de crier et de vendre les journaux dans les rues, aient raison de cette publication si prometteuse.
Sa ruine dans la presse consommée, Dutacq se tourna alors vers la librairie. En 1840, Honoré de Balzac avait lancé, avec son aide, la Revue parisienne, qui ne connut que trois numéros, entièrement rédigés par le directeur, de juillet à septembre, avant que Dutacq n’arrête les frais. Ève de Balzac, qui appréciait la probité, l’intelligence et la grande capacité de travail de Dutacq, lui confia, à partir de novembre 1850, la direction des affaires littéraires de son défunt mari, avec qui il avait été en relations d’amitié, dont il était l’ami. Dutacq réunit toutes les œuvres de son ami dans une édition populaire formant quarante-cinq volumes, dont le succès l’encouragea à obtenir un brevet de libraire et commencer à éditer, dans un format portatif et commode, les Contes drolatiques en un seul volume, illustré par Gustave Doré. Il continua sa collection, pour laquelle il rêvait le succès de la collection Charpentier, en éditant les Mémoires du Diable et la Confession générale, de Frédéric Soulié, dont il avait acquis la propriété ; la Vie des grands hommes, de Lamartine, puis l’Atlas géographique Denaix, monument de science et d’érudition. Il voulait aussi publier une grande et belle édition populaire de la Bible, dont les illustrations devaient être confiées aux sommités artistiques, cette dernière création formant la base d’une grande opération qu’il voulait tenter encore sous le titre de Société générale, dans laquelle écrivains, marchands de papiers, imprimeurs, acheteurs, tous eussent été intéressés. Dutacq est mort à la peine, sans avoir le temps de mettre cette dernière entreprise au jour, âgé seulement de 46 ans. Sa fortune mobilière qui avait été, en 1841, estimée à un million réalisable à volonté, fut rapidement engloutie dans les affaires, car, « de mœurs douces et d’un caractère modeste et économe, [il] ne ressentit jamais le besoin du luxe. »
Comme patron de presse, il déploya de grandes qualités administratives , montra une intelligence et une connaissance des affaires approfondies et fut, avec Émile de Girardin, le créateur de la presse à bon marché. C’est lui qui imagina la division des feuilletons-romans par chapitres. Le Capitaine Paul, d’Alexandre Dumas, fut le premier roman avec lequel il expérimenta cette idée qui réussit, augmentant dans des proportions considérables les abonnements du Siècle. C’est aussi à lui que l’on doit le système de la vente au numéro sur la voie publique, qui fut, à son époque, une brillante innovation pour le service des journaux.

## Sources
- Augustin Baudoz, Le Napoléon de la presse : Armand Dutacq, Paris, Lebigre-Duquesne, 1861, 24 p., in-8° (OCLC 762566981, lire en ligne).